# کریستیانه هارزندورف
کریستیانه هارزندورف (آلمانی: Christiane Harzendorf؛ زادهٔ ۲۸ دسامبر ۱۹۶۷) قایقران روئینگ اهل آلمان بود.